# Himachalia sinensis
Himachalia sinensis är en fjärilsart som beskrevs av George Francis Hampson 1909. Himachalia sinensis ingår i släktet Himachalia och familjen nattflyn. Inga underarter finns listade i Catalogue of Life.